# Canet (Hérault)
Canet – miejscowość i gmina we Francji, w regionie Oksytania, w departamencie Hérault.
Według danych na rok 1990 gminę zamieszkiwały 1402 osoby, a gęstość zaludnienia wynosiła 191 osób/km² (wśród 1545 gmin Langwedocji-Roussillon Canet plasuje się na 265. miejscu pod względem liczby ludności, natomiast pod względem powierzchni na miejscu 885.).